# Andreas Papandreou
Andreas Papandreou (5. februar 1919 – 23. juni 1996) var en græsk politiker.
Andreas Papandreou var søn af en tidligere græsk premierminister, Georgios Papandreou. Han blev amerikansk statsborger mens han var i eksil i USA under 2. verdenskrig, men blev igen græsk statsborger i 1964. Han grundlagde PASOK, Grækenlands største venstreorienterede parti, i 1974. Han var premierminister 1981-89 og 1993-96.
Hans søn Georgios Andrea Papandreou blev PASOK's leder i 2004.